# Timple
Le timple est un instrument de musique à cordes pincées typique des îles Canaries. De la forme d'une petite guitare à quatre ou cinq cordes, suivant les régions, avec une caisse de résonance au dos bombé (la bosse). Vers la fin du XXe siècle, apparaissent aussi des versions du timple à six cordes ou plus.
Le timple semble être une évolution spécifique de la guitare baroque, qui fut introduite dans les îles lors de la conquête espagnole entre 1402 et 1496. Les Espagnols apportèrent les premiers instruments à cordes dans l'archipel. Il semble être l'ancêtre du tiple d'Amérique Latine.
Il ne faut pas le confondre avec le Gou, instrument typique de l'île de la Réunion, qui produit un son bien plus grave.

## Lutherie
La longueur totale du timple est d'environ 61 cm, répartis ainsi :
- Tête 15 cm
- Manche 20 cm (largeur 5 cm)
- Caisse 26 cm

La longueur vibrante de la corde est d'environ 40 cm.
Sur la partie supérieure de la caisse - qui est resserrée en sa partie médiane - on trouve souvent une protection de la table appelée le golpeador. La profondeur de la caisse à l'endroit le plus profond de la bosse est d'environ 8,5 cm.
Différentes essences de bois (Cèdre, Tilleul, Erable, Cyprès, Noyer...) sont utilisées pour les différentes parties.

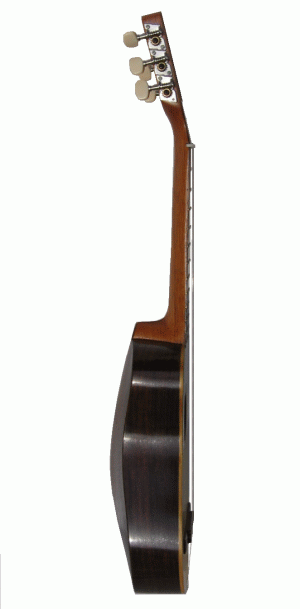
vue latérale

## Jeu
Le timple a depuis son introduction été intégré à toutes les formes de musiques folkloriques des îles Canaries, mais il est aussi utilisé aujourd'hui dans des interprétations de musique baroque, et plus largement dans tout type de musiques.
Les cordes ne vont pas de la plus grave vers la plus aiguë comme sur une guitare. Dans la forme la plus courante de l'instrument, à cinq cordes, la corde la plus grave est la corde de mi (la 3e), puis la corde de sol (la 5e), puis la corde de la (la 2e), puis la corde de do (la 4e) et enfin la corde de ré (la 1re). Les cinq cordes sont à l'intérieur de la même octave.

Cette disposition particulière est notamment partagée avec le charango - qui possède des chœurs doubles. Leurs sonorités sont très proches. Ils ne se différencient que par le premier chœur : la première corde du charango est accordée en double mi, sur le timple il s'agit d'un ré (en outre, sur le charango, le troisième chœur présente un mi à l'unisson du premier chœur et un mi à l'octave inférieure).

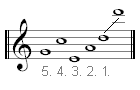
accordage du timple

Cet accordage est également à comparer avec celui de l'ukulélé : la - mi - do - sol (ou un ton au-dessus) sur la quatrième octave, la quatrième corde étant également plus aiguë que la troisième.
Il existe un autre accord du timple, un ton entier au-dessus de l'accord principal, soit la - ré - fa# - si - mi.
Il existe aussi des timples à quatre cordes accordées en do - fa - la - ré, ou un ton entier au-dessus en ré - sol - si - mi en allant de la quatrième corde à la première corde.